# 名寄市立大学
名寄市立大学（なよろしりつだいがく、英語: Nayoro City University, NCU）は、北海道名寄市西4条北8丁目1に本部を置く日本の公立大学。1960年創立、2006年大学設置。
略称は、名寄市大。

## 沿革
名寄市立大学は、1960年4月に開学した名寄女子短期大学を母体に、2006年4月、栄養学科、看護学科および社会福祉学科で構成する保健福祉学部（短期大学部児童学科を併設）の4年制大学として開学した。その後、2016年度に短期大学部児童学科の学生募集を停止し、保健福祉学部の再編強化を行い、新たに社会保育学科を設置し1学部4学科体制として現在に至る。日本では最北の公立大学である。
設置者は公立大学法人ではなく名寄市であり、政令指定都市ではない一般市が直営する日本唯一の大学である（政令指定都市では川崎市直営の川崎市立看護大学が存在する）。

## 年表
＜主な出典：＞
- 1960年 - 名寄女子短期大学 開学（家政科設置）
- 1981年 - 家政科に栄養・政専攻課程設置
- 1984年 - 家政科に児童専攻課程設置
- 1990年 - 市立名寄短期大学に名称変更、男女共学化、生活科学科に名称変更
- 1994年 - 看護学科設置
- 2006年
  - 名寄市立大学 開学(保健福祉学部栄養学科、看護学科、社会福祉学科設置)
  - 生活科学科(栄養専攻・生活科学専攻)、看護学科の学生募集停止
  - 市立名寄短期大学 生活科学科児童専攻を児童学科に名称変更
- 2016年
  - 名寄市立大学 保健福祉学部に社会保育学科を設置
  - 名寄市立大学短期大学部児童学科の学生募集停止
- 2017年 - 名寄市立大学短期大学部を廃止

## 教育および研究

### 組織

#### 学部・学科

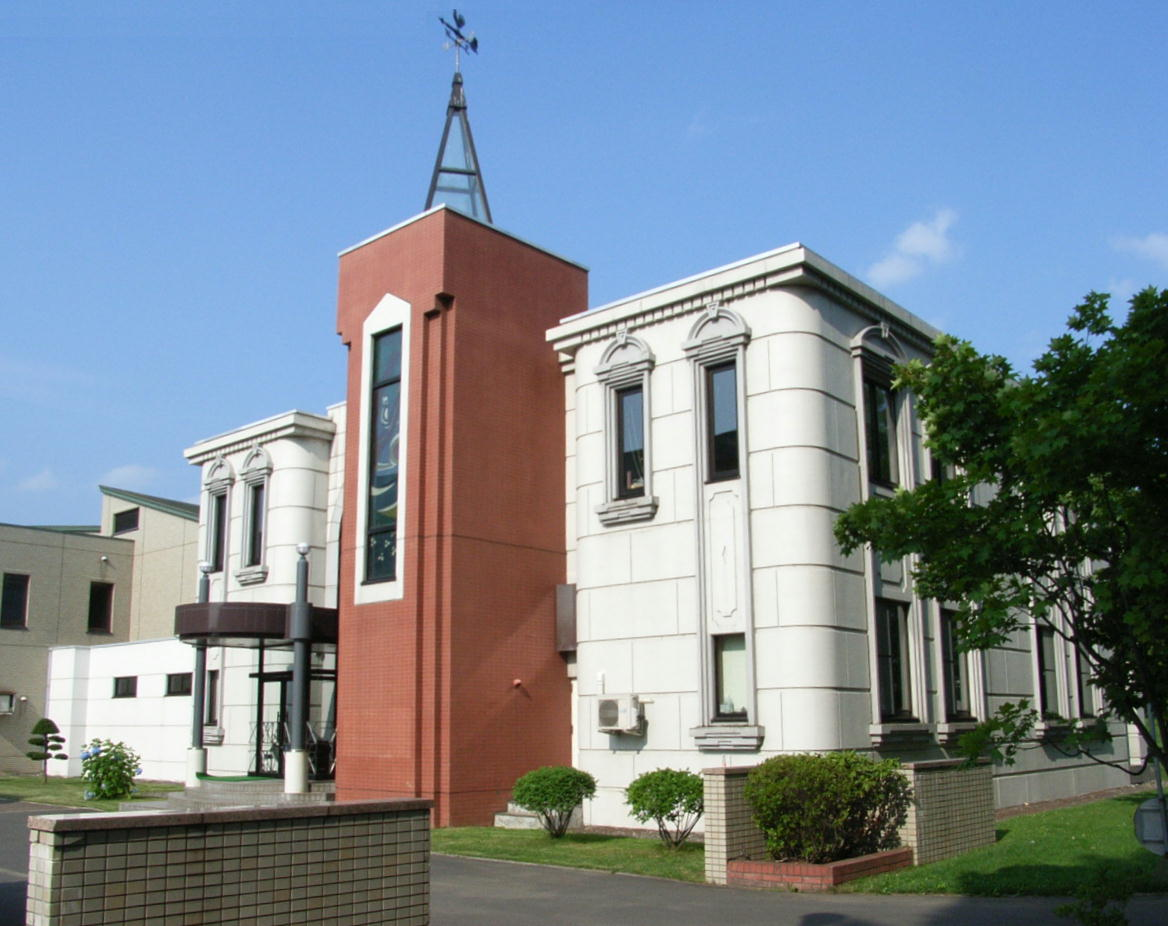
学生会館

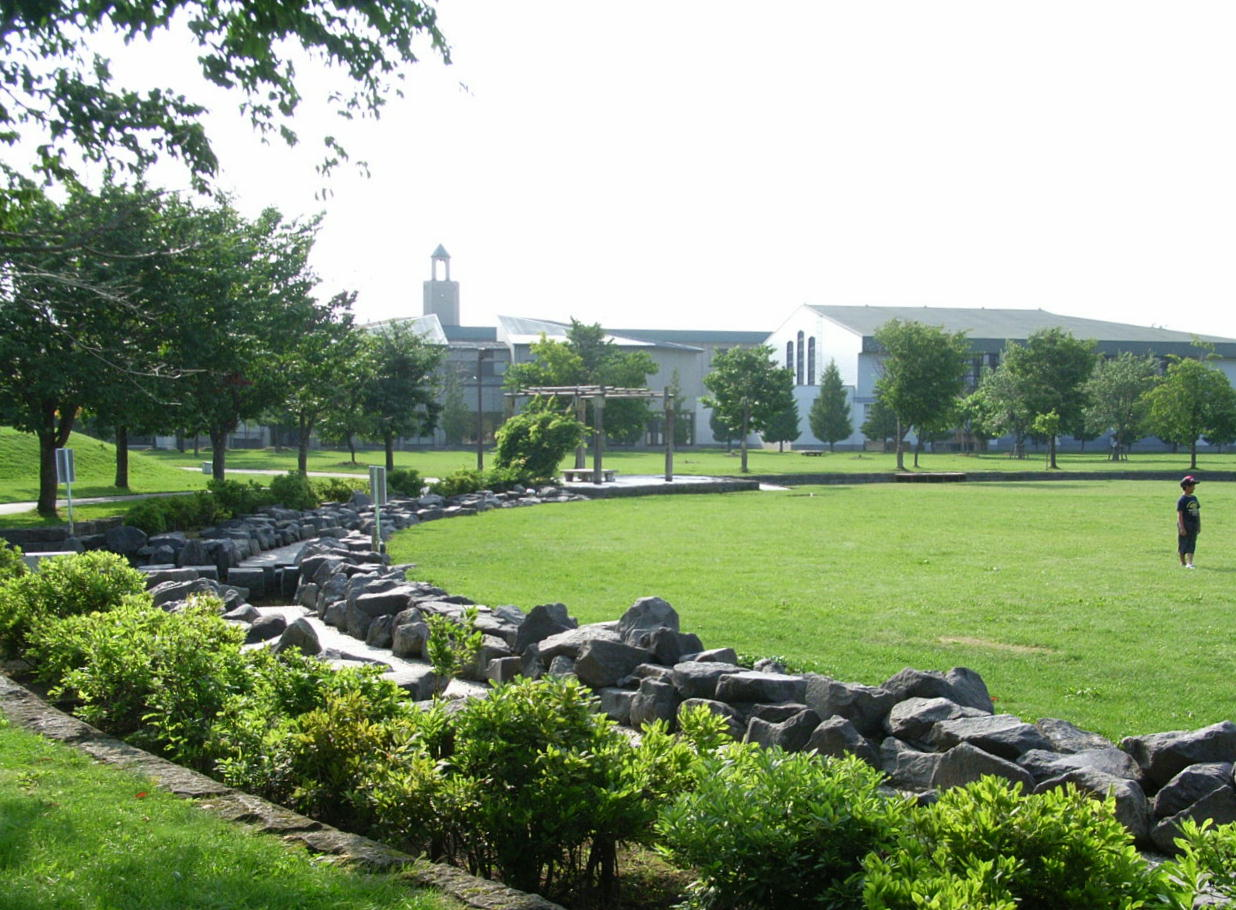
本館裏は「大学公園」として開放されており、名寄市民の憩いの場となっている。

- 保健福祉学部
  - 栄養学科
  - 看護学科
  - 社会福祉学科
  - 社会保育学科

#### 附属機関
- 附属図書館[3]（2022年度蔵書数 103,944冊（和書 98,137冊、洋書 5,807 冊）[4]）
- コミュニティケア教育研究センター[5]
- 健康サポートセンター
- 国際交流センター

## 大学関係者と出身者

### 歴代学長
- 久保田宏：初代学長
- 青木紀：第2代学長
- 佐古和廣：第3代学長
- 野村陽子：第4代学長
- 家村昭矩：第5代学長

### 教員
詳細は「Category:名寄市立大学の教員」を参照

## キャンパス
北海道名寄市西4条北8丁目
- JR宗谷本線「名寄駅」から
  - なよろコミュニティバス西回り10分
  - 徒歩30分
  - タクシー5分

## 対外関係

### 大学間協定

#### 国内
- 新見公立大学（学術交流協定 2019年10月17日締結）[6]

#### 国外[7]
- 韓国 東国大学校
- 韓国 東義大学校
- 韓国 ソウル市立大学校
- 中国 山東医科第一大学
- カナダ Trent University